# 下北春まな
下北春まな（しもきたはるまな）は、アブラナ科の越年草で、奈良県吉野郡下北山村在来の漬け菜の品種である。
地元の食文化と密接に結びついた伝統野菜として、奈良県により「大和野菜」に認定されている。

## 歴史
下北山村での栽培は少なくとも明治時代にまでさかのぼる。特有の気候風土でしか育たないと言われ、夏野菜の裏作に自家栽培されて漬物などに利用されてきた。長期間の山仕事では、春まなの漬物樽と米を山小屋に上げ、「めはり寿司」を自炊したと伝えられている。漬物の販路を広げる試みもあったが、村外に出回ることはほとんどなかった。
2008年（平成20年）3月28日、「下北春まな」の名で「大和の伝統野菜」として「大和野菜」に認定され、地域特産物として生産振興が図られている。

## 特徴
- 9月下旬から10月上旬に種を蒔き、1～2月に収穫される。
- 大ぶりの丸い葉は肉厚で切れ込みがなく、濃い緑色をしている。
- 寒暖差が大きく厳しい気候でもよく育つ。霜が降りると甘みが増す。
- 柔かく食べごたえのある口当たりで、アクがほとんどなく、濃い旨味に加えてほのかな苦味と甘味が感じられる。
- 栄養価に優れ、ほうれん草と比較すると、食物繊維5.87倍、βカロテン2.22倍、ナイアシン2.56倍、ビタミンC1.58倍、カルシウム4.69倍、鉄分1.23倍が含まれる[1]。

## 産地
奈良県吉野郡下北山村のみで生産される。

## 利用法
漬物が主な用途であるが、おひたしや煮物、和え物、鍋物等にも利用される。
- 冷たい水で葉を引き締め、塩と唐辛子で漬けた「春まな漬け」は[1]、そのまま漬物として食べるほか、めはり寿司にしたり焼飯の具としても使われる[4]。
- 春まな漬けで温かいご飯を包んだ下北山の「真菜めはり」は、十津川や熊野の高菜漬けを使うものとは違って辛みが無い[5]。「ふるさとおにぎり百選」にも選ばれている「めはり寿司」は、奈良県の吉野郡南部から和歌山県・三重県の熊野地域の郷土料理である。
- 鍋物に欠かせないと言われ、存在感のある味は、鍋の主役にもなり得るが、地元の猪肉や熊野から上がってくる魚の鍋ともよく合い、その味を引き立てる。
- さっと湯がいて鯖やツナを混ぜた甘めの味噌を塗り、ご飯をくるんで余った味噌を乗せると「春まな寿司」と呼ばれる郷土料理となる[6]。

## その他

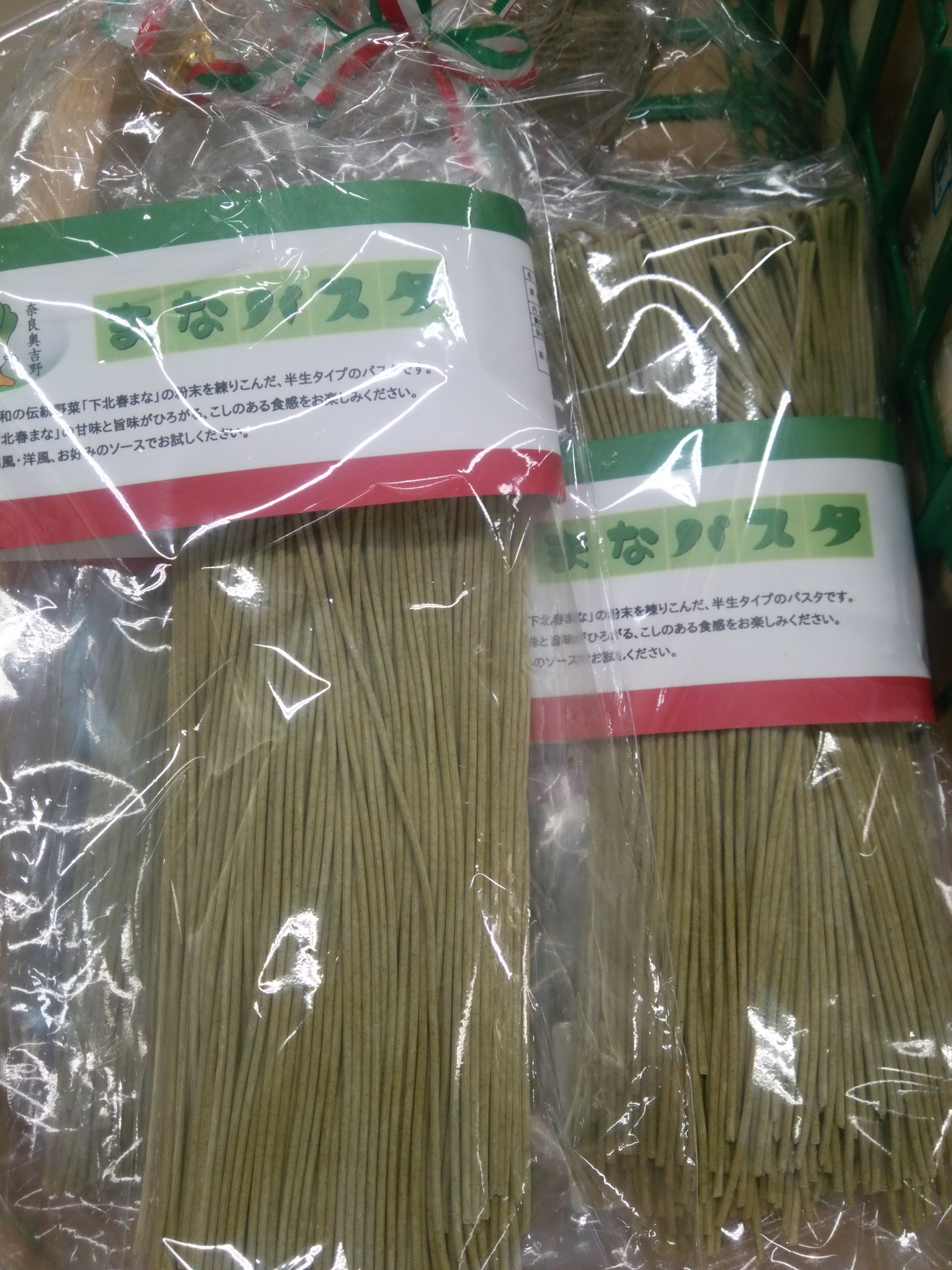
大和伝統野菜「下北春まな」を使った製品

- 下北山村の特産品として「春まな粉末」を使用したジェラートやソフトクリーム、チョコレート、うどん、素麺[7]、パスタなどの商品開発が行われている。東京・日本橋にある奈良県アンテナショップでも一部商品が販売されている[8]。